# 롤러 셔터

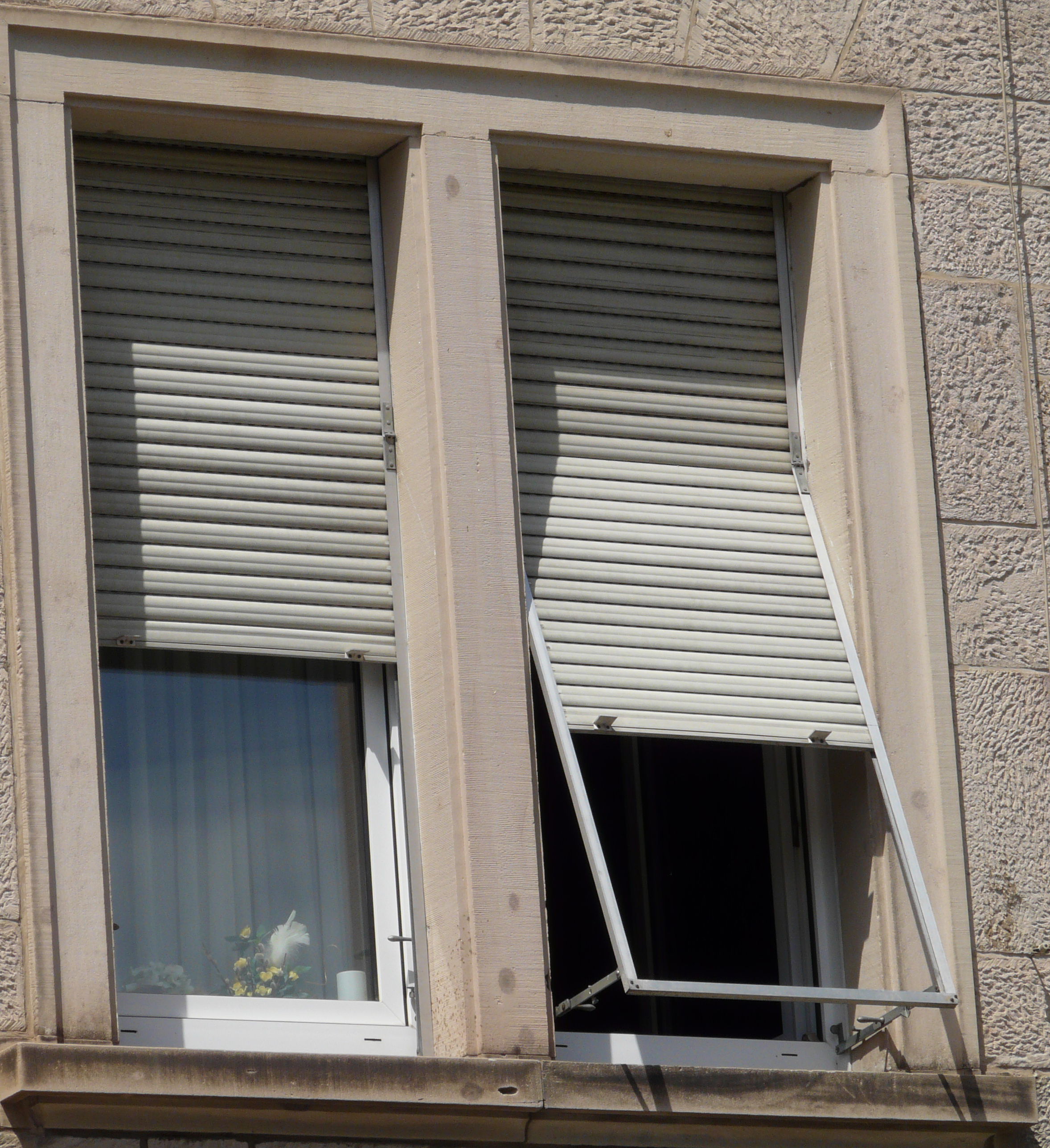

롤러 셔터(Roller shutter), 시큐리티 셔터(security shutter), 코일링 도어(coiling door), 롤러 도어(roller door)는 서로 경첩으로 연결된 여러 개의 수평 칸막이(또는 때로는 막대 또는 웹 시스템)로 구성된 문 또는 윈도 셔터 유형이다. 문은 올리면 열 수 있고 내리면 닫힌다. 큰 문에서는 동작이 전동식일 수 있다. 바람, 비, 화재 및 도난으로부터 보호해 준다. 셔터 형태에서는 창문 앞에 사용되며 기물 파손 및 도난 시도로부터 창문을 보호한다.

## 응용
롤러 셔터는 승합차, 차고, 주방, 학교, 감옥 및 창고용 문을 포함하여 다양한 용도로 사용된다. 또한 독일과 스페인과 같은 일부 유럽 국가에서는 창문 블라인드로 일반적으로 사용된다.
세계 일부 지역에서는 롤러 셔터에 지방 정부의 보조금이 지급된다. 악천후에 자주 노출되는 지역에서는 롤러 셔터를 단열 방법으로 사용하여 우박 피해로부터 창문을 보호할 수 있으며 강풍에도 견딜 수 있다.
일부 자치단체에서는 건물 소유주가 허가를 요청해야 하거나 건물 외부에 특정 유형의 롤러 셔터를 설치하는 것이 허용되지 않을 수도 있다. 이러한 시스템의 비용은 상당할 수 있으며 비용은 $25,000-40,000 이상이다. 합판 보드도 도난 및 강도에 대한 유사한 억제 역할을 할 수 있다.

## 같이 보기
- 블라인드
- 커튼